# Babel (album de Gabriel Yacoub)
Pour les articles homonymes, voir Babel.
Albums de Gabriel Yacoub (ex-Malicorne)
Quatre
(1994) Tri (compilation)
(1999)
Babel est le cinquième album solo de Gabriel Yacoub. Sorti en juin 1997, il s'agit de son cinquième album studio en solo.

## Liste des titres
1. Babel 4.19
2. Pluie d'elle 3.30
3. [Accrocher] les poètes [au sommet des montagnes] 5.54
4. Désir 6.14
5. Je suis le vent 3.27
6. L'eau le feu et toi 4.40
7. Je vais lentement 4.35
8. Mes mains [manifeste] 4.49
9. Jours de Loire 4.23
10. Rêves à-demi 4.57
11. Sombre valse / Babel waltz 3.06

## Crédits
Tous titres (© 1997) écrits et composés par Gabriel Yacoub excepté :
- [Accrocher] les poètes [au sommet des montagnes] (© 1997) (Gabriel Yacoub / Gabriel Yacoub - Patrice Clémentin)
- Je suis le vent (© 1997) (Gabriel Yacoub / Jean-Pierre Arnoux)
- Je vais lentement (© 1997) (Gabriel Yacoub / Yannick Hardouin)
- Mes mains [manifeste] (© 1997) (Gabriel Yacoub / Patrice Clémentin)
- Jours de Loire (© 1997) (Gabriel Yacoub / Nicolaïvan Mingot)